# Tervasaari pappersbruk
Tervasaari pappersbruk (finska: Tervasaaren paperitehdas) är ett pappersbruk i Valkeakoski i Finland som ägs av UPM Kymmene. Bruket tillverkar specialpapper, främst så kallat release paper till baksidan av självklistrande etiketter, på en pappersmaskin.

## Historia
Den första fabriken på platsen var  E. J. Granberg & Co, som bytte namn till Valkeakoski Ab år 1873. Ett träsliperi togs i drift år 1872 och ett pappersbruk året efter. År 1880 byggdes Finlands första sulfatmassabruk på platsen.
År 1902 började man att tillverka omslagspapper på massabruket på en begagnad pappersmaskin och år 1907 installerades en ny pappersmaskin för tillverkning av kraftpapper. Maskinparken utökades med ytterligare  pappersmaskiner år 1933 och 1938, varav den senare, PM5 då var Nordens största i sitt slag. Fyra av pappersmaskinerna stängdes mellan 1979 och 1986 och ersattes med en ny större kraftpappersmaskin. Den 2 juli 1996 invigdes PM8 med en kapacitet på 100 000 ton per år. Den har senare uppgraderats vid två tillfällen.
Kraftpappersproduktionen upphörde år 2007 och år 2012 övertog Billerud AB PM7 som producerade MG-papper. Maskinen drevs vidare i Billeruds regi till hösten 2016 varefter den flyttades till Skärblacka bruk, där den uppgraderades och startades som PM10 år 2018.